# Roberto Soriano
Roberto Soriano (ur. 8 lutego 1991 w Darmstadt) – włoski piłkarz niemieckiego pochodzenia występujący na pozycji pomocnika we włoskim klubie Bologna FC oraz w reprezentacji Włoch. Wychowanek Bayernu Monachium, w swojej karierze grał także w takich zespołach jak UC Sampdoria oraz Empoli FC. Jego bratem jest Elia Soriano.

## Statystyki kariery
(aktualne na dzień 7 czerwca 2019)
| Klub               | Sezon              | Liga               | Liga     | Liga     | Puchar kraju | Puchar kraju | Europa  | Europa   | Suma    | Suma     |
| Klub               | Sezon              | Liga               | Mecze 13 | Bramki 1 | Mecze 1      | Bramki 0     | Mecze 0 | Bramki 0 | Mecze 0 | Bramki 0 |
| ------------------ | ------------------ | ------------------ | -------- | -------- | ------------ | ------------ | ------- | -------- | ------- | -------- |
| UC Sampdoria       | 2010/11            | Serie A            | 0        | 0        | 0            | 0            | 0       | 0        | 0       | 0        |
| Empoli FC (wyp.)   | 2010/11            | Serie B            | 27       | 2        | 1            | 0            | –       | –        | 28      | 2        |
| UC Sampdoria       | 2011/12            | Serie B            | 16       | 1        | 0            | 0            | –       | –        | 16      | 1        |
| UC Sampdoria       | 2012/13            | Serie A            | 24       | 0        | 1            | 0            | –       | –        | 25      | 0        |
| UC Sampdoria       | 2013/14            | Serie A            | 29       | 5        | 0            | 0            | –       | –        | 29      | 5        |
| UC Sampdoria       | 2014/15            | Serie A            | 33       | 4        | 2            | 0            | –       | –        | 35      | 4        |
| UC Sampdoria       | 2015/16            | Serie A            | 37       | 8        | 1            | 0            | 2       | 0        | 40      | 8        |
| Villarreal CF      | 2016/17            | Primera División   | 33       | 9        | 3            | 1            | 5       | 0        | 41      | 10       |
| Villarreal CF      | 2017/18            | Primera División   | 22       | 0        | 2            | 0            | 6       | 0        | 30      | 0        |
| Torino FC          | 2018/19            | Serie A            | 11       | 0        | 1            | 1            | 0       | 0        | 12      | 1        |
| Bologna FC         | 2018/19            | Serie A            | 17       | 2        | 1            | 0            | 0       | 0        | 17      | 2        |
| Ogólnie w karierze | Ogólnie w karierze | Ogólnie w karierze | 243      | 31       | 12           | 2            | 13      | 0        | 273     | 33       |